# Cadmus M. Wilcox

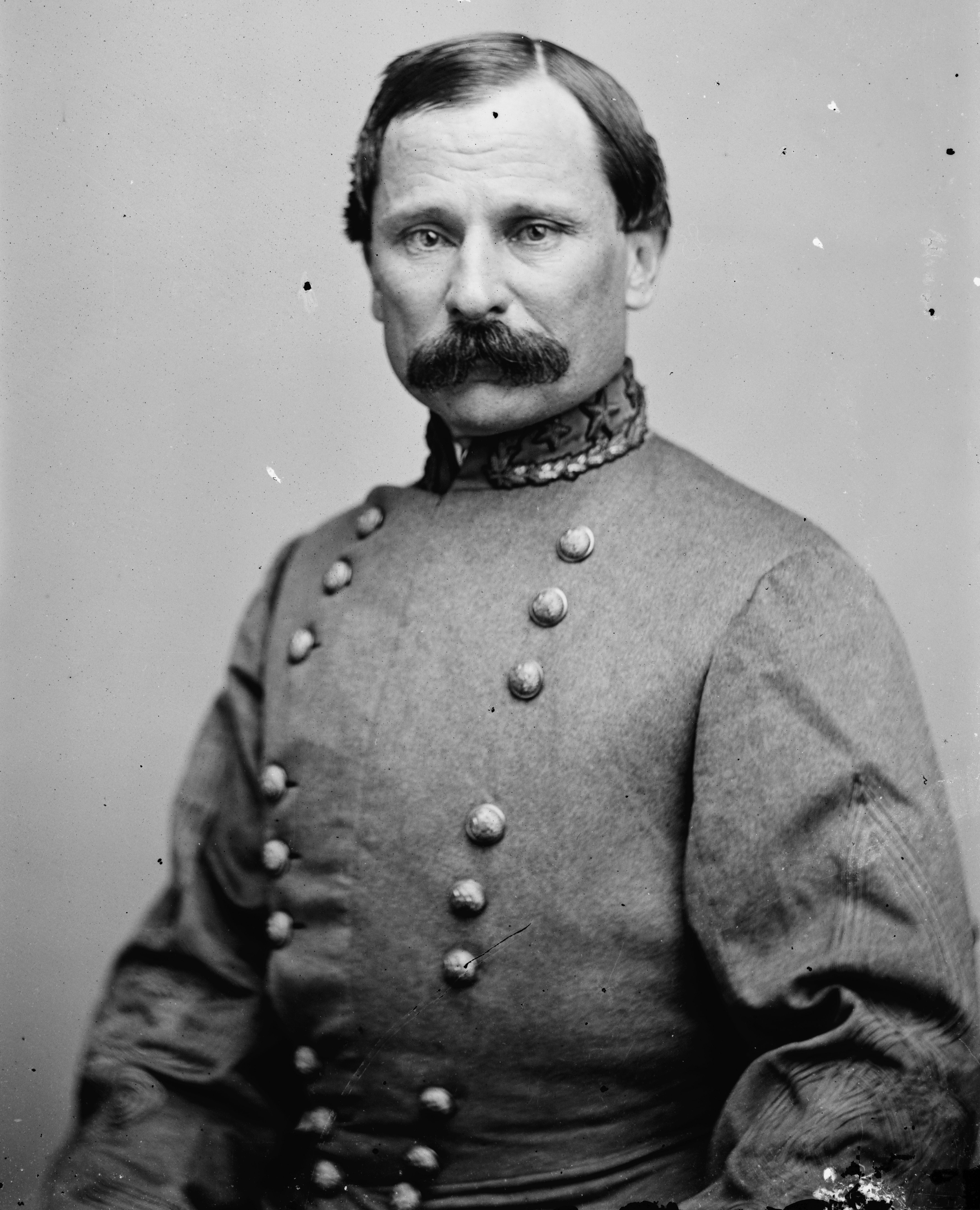
Cadmus M. Wilcox

Cadmus Marcellus Wilcox (* 20. Mai 1824 in Wayne County, North Carolina; † 2. Dezember 1890 in Washington, D.C.) war Offizier des US-Heeres und  konföderierter Generalmajor im Sezessionskrieg.

## Familie
Seine Mutter Sarah, geborene Garland (1795–1850) stammte aus North Carolina, sein Vater Reuben Wilcox (1790–1835) jedoch aus Connecticut. Als Cadmus Wilcox zwei Jahre alt war, übersiedelte seine Familie ins Tipton County, Tennessee.

## Karriere im US-Heer
Er besuchte die University of Nashville, nach einem Studium am Cumberland College wurde er am 1. September 1842 an die US-Militärakademie in West Point, New York berufen. Zu seinem Jahrgang gehörten die zukünftigen Generale George B. McClellan und Thomas Jonathan Jackson. Wilcox schloss die Akademie am 1. Juli 1846 als 54. seiner Klasse ab. Zugleich wurde er zum Brevet-Leutnant im 4. US-Infanterieregiment ernannt und am 16. Februar 1847 als Leutnant im 7. US-Infanterieregiment ins reguläre Heer übernommen.
Wilcox nahm am Krieg gegen Mexiko teil. Vom 9. bis 29. März 1847 nahm er an der Belagerung von Vera Cruz teil. Er war  an der Schlacht von Cerro Gordo (17.–18. April 1847) und am Scharmützel bei Amazoque (14. Mai 1847) beteiligt. Für seine Leistungen während des Sturms auf Chapultepec wurde Wilcox am 13. September 1847 zum Brevet-Oberleutnant ernannt.
Nach dem Mexikanischen Krieg diente Wilcox in der Garnison der Jefferson Barracks im Rekrutierungsdienst, 1849–1850 kämpfte er in Florida gegen die Seminolen. Von 1850 bis 1851 war er in den Jefferson Barracks und bis 1852 in Corpus Christi stationiert, wo er am 24. August 1851 zum Oberleutnant befördert wurde. Wilcox arbeitete vom 22. November 1852 bis 1. August 1857 an der Militärakademie als Assistant Instructor of Infantry Tactics (Hilfsausbilder für Infanterietaktiken) in West Point. 1857/58 war er in Europa beurlaubt, dann bis 1860 wieder in Fort Columbus, New York stationiert und versah bis 1861 Grenzdienst in Fort Marcy, New Mexico. Anschließend schrieb er die Abhandlung Rifles and Rifle Practice, das erste amerikanische Lehrbuch, in dem die Mechanik der gezogenen Muskete erörtert wurde, und das zum Standardlehrbuch der Armee werden sollte. Er übersetzte auch einen französischen Text über die Entwicklung der österreichischen Infanterie.
Am 20. Dezember 1860 wurde er zum Hauptmann befördert. Nachdem sich der Bundesstaat Tennessee von der Union abspaltete, reichte Wilcox am 8. Juni 1861 seinen Abschied aus dem US-Heer ein.

## Bürgerkrieg
Wilcox hatte sich bereits am 16. März 1861 zum Dienst im konföderierten Heer als Hauptmann der Artillerie gemeldet. Er wurde am 9. Juli 1861 als Oberst Regimentskommandeur des 9. Alabama-Infanterieregiments und nahm an der ersten Schlacht von Manassas teil.
Am 21. Oktober 1861 erfolgte seine Beförderung zum Brigadegeneral. Im Mai 1863 nahm er an der Schlacht bei Chancellorsville teil, wo seine Brigade alleine gegen die Unionstruppen bei Salem Church standen und General Lees Flanke ausreichend schützte und half die Schlacht zu wenden. Bis zum Kriegsende war dann Wilcox und seine Truppen bei fast allen großen Schlachten der Army of Northern Virginia beteiligt. Er und seine Brigade spielten in der Schlacht von Williamsburg 1862 eine entscheidende Rolle. Bei den Sieben-Tage-Schlachten erwies er sich als fähiger Kommandant, obwohl er fast jeden Regimentsoffizier in seiner Brigade verloren hatte und Verluste hatte, die höher war als bei jeder anderen Brigade in Longstreets Division. Nach der Schlacht bei Frayser’s Farm auf der Halbinsel zählte Wilcox sechs Einschusslöcher in seiner Kleidung, aber sein Körper blieb fast unverletzt. Seine Brigade wurde während Second Bull Run in Reserve gehalten, denn er war krank und kam während der Antietam-Kampagne nicht zum Einsatz.
Nach dem Einsatz in der Schlacht von Gettysburg wurde er am 3. August 1863 zum Generalmajor befördert und übernahm das Kommando über William Dorsey Penders alte Division. Als Militär war Wilcox sehr präzise und anspruchsvoll, vom Menschentyp war er eher nervös und pingelig, deshalb nannten ihn seine Soldaten „Old Billy Fixing“. Wilcox hatte in fast jeder wichtigen Schlacht der Army of Northern Virginia gekämpft, wurde aber nie ernsthaft verletzt. Seine neue Division führte schwere Kämpfe in den Schlachten in der Wilderness, bei Spotsylvania und bei der Belagerung von Petersburg. Wilcox versuchte am 2. April 1865 Fort Gregg auf den Petersburger Linien zu halten, seine Unterstützung ermöglichte den Truppen Longstreets, sich in Position zu bringen, um den Rückzug der Armee nach Westen zu decken.
Nach dem Krieg wechselte General Wilcox nach Mexiko, wo er unter dem Kaiserpaar Maximillian und Carlotta gesellschaftliche Aufmerksamkeiten erhielt. Er kehrte 1866 nach Washington zurück, um sich im Versicherungsgeschäft zu engagieren. Wie vielen Veteranen des Bürgerkrieges wurden ihm Militärkommandos in den Armeen Ägyptens und Koreas angeboten, aber er lehnte sie ab, da er sich der Fürsorge für die Familie seines Bruders widmete. Als Junggeselle lebte Wilcox mit seiner verwitweten Schwägerin, die seine Kriegskorrespondentin gewesen war, samt ihren Kindern in Washington.
1888 wurde er von Präsident Grover Cleveland zum Chief of the Division of Railroads im General Land Office von Washington ernannt und diente bis zu seinem Tod 1890. Er wurde auf dem Oak Hill Cemetery in Washington beigesetzt, seine Sargträger bestanden aus vier ehemaligen Generälen der Union und vier ehemaligen Generälen der Konföderierten.